# Lidsing
Lidsing est un petit hameau près de l'autoroute M2, dans le district de Maidstone, dans le comté du Kent. Il est situé au sud de la ville de Gillingham.